# 肯·布罗德里克
肯·布罗德里克（英語：Ken Broderick，1942年2月16日—2016年3月13日），加拿大男子冰球运动员。他曾代表加拿大参加1964年和1968年冬季奥林匹克运动会冰球比赛，其中1968年冬季奥运会获得一枚铜牌。